# Дитко, Стив
Стивен Джей (Стив) Дитко (англ. Stephen J. (Steve) Ditko; 2 ноября 1927 —  29 июня 2018) — американский писатель и художник комиксов чехословацкого происхождения, известный благодаря своим работам в компании Marvel Comics и сотрудничеству со Стэном Ли. Работал над созданием таких персонажей, как Человек-паук, Доктор Стрэндж, Железный человек и Халк.

## Избранная библиография
В перечисленных ниже работах Дитко выступал в роли художника (в основном, но не всегда) и контуровщика. Иные случаи помечены особо.
Marvel
- Amazing Adventures № 1—6

Amazing Adult Fantasy № 7—14
Amazing Fantasy № 15
- The Amazing Spider-Man № 1—38
- Ежегодник The Amazing Spider-Man № 1—2
- Ежегодник The Avengers № 13, 15
- Strange Tales № 110—111, 114—146 (Доктор Стрэндж)
- Ежегодник Strange Tales № 2
- The Fantastic Four № 13 (контур Джека Кёрби)
- The Incredible Hulk № 2 (контур Джека Кёрби), 6
- Phantom 2040 № 1—4 (Фантом)
- Tales of Suspense № 47—49 (Железный человек)
- Tales to Astonish № 60—67 (Халк в № 60—67, Великан в № 61)
- Speedball № 1—10
- ROM Spaceknight № 59—75, ежегодник № 4
- Chuck Norris: Karate Kommandos № 1—3

DC
- Showcase № 73 (первое появление Крипера), 75 (дебют Ястреба и Голубя)
- Beware the Creeper № 1—6
- The Hawk and the Dove № 1—2
- Shade, the Changing Man № 1—8
- World's Finest Comics № 249—255 (сценарий и рисунок в сюжете про Крипера)
- Detective Comics № 483—485 (Демон)
- Detective Comics № 487 (Odd Man)
- Legion of Super-Heroes № 268, 270, 272
- Cancelled Comics Cavalcade № 1, 2

Charlton
- Blue Beetle № 1—5
- Mysterious Suspense № 1
- Strange Suspense Stories № 75—89 (Капитан Атом)
- Captain Atom № 78—9
- Ghostly Haunts, Ghostly Tales, The Many Ghosts of Doctor Graves (большинство выпусков)

Warren
- Eerie № 3—10 (1966—1967)
- Creepy № 9—16 (1966—1967)

Atlas
- The Destructor № 1—4 (1975)

Independent
- Avenging World (1973) (сценарий, рисунок и шрифты)

## Смерть
Стив Дитко был найден без сознания в своей квартире в Нью-Йорке 29 июня 2018 года. Полиция сообщила, что он умер в течение предыдущих двух дней. Он был объявлен мёртвым в возрасте 90 лет, причём причиной смерти первоначально считался сердечный приступ, вызванный атеросклеротическим и гипертоническим сердечно-сосудистым заболеванием.